# Gravellona Lomellina
Gravellona Lomellina (Gravalùna in dialetto locale) è un comune italiano di 2 693 abitanti della provincia di Pavia in Lombardia. Si trova nella Lomellina nordorientale alle porte di Vigevano, nella pianura alla destra del Terdoppio.

## Storia

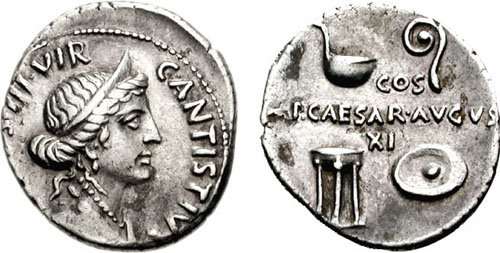
Monete romane dell'anno 20 a.C. simili a quelle ritrovate a Gravellona

Ritrovamenti archeologici fanno risalire i primi insediamenti nella zona alla tarda età del bronzo, contemporanea della cultura di Golasecca(ovvero pre-celtica). Il toponimo potrebbe risalire agli etruschi, per via del suffisso ona, o per il prefisso grava ("ghiaiosa"), inteso nel senso di greto alluvionale. Sono presenti anche tracce di insediamenti abitativi risalenti al VII secolo, ovvero all'epoca dei Celti, nell'età del ferro. Ben visibile anche nella toponomastica è invece la presenza romana, testimoniata, tra l'altro, dalla scoperta di due sarcofagi e di un ponte. Secondo la tradizione locale, il cartaginese Annibale avrebbe sostato prima dello scontro vittorioso contro Scipione, padre di Publio Cornelio Scipione Africano nella famosa battaglia sul fiume Ticino in un accampamento tra Gravellona, Cassolnovo e Piccolini, (odierna frazione di Vigevano). Numerose monete, risalenti perlopiù all'epoca imperiale (intorno al 20 a.C.), testimoniano la presenza di un insediamento stabile già nella prima età imperiale.
Durante l'alto medioevo il paese dipendeva dal vescovo di Novara, che lo infeudò a Ingone, il quale deteneva di fatto potere esecutivo. Risale a quest'epoca un edificio fortificato (il castello), dotato anche di una basilica, risalente al secolo X. A lungo conteso durante l'età comunale tra Novara e Milano. Distrutto una prima volta da Berengario, fu raso al suolo nuovamente dai Visconti non più tardi del 1361, e di esso rimane il nome del rione, alcune mura ed un edificio recante alcuni medaglioni di terracotta.

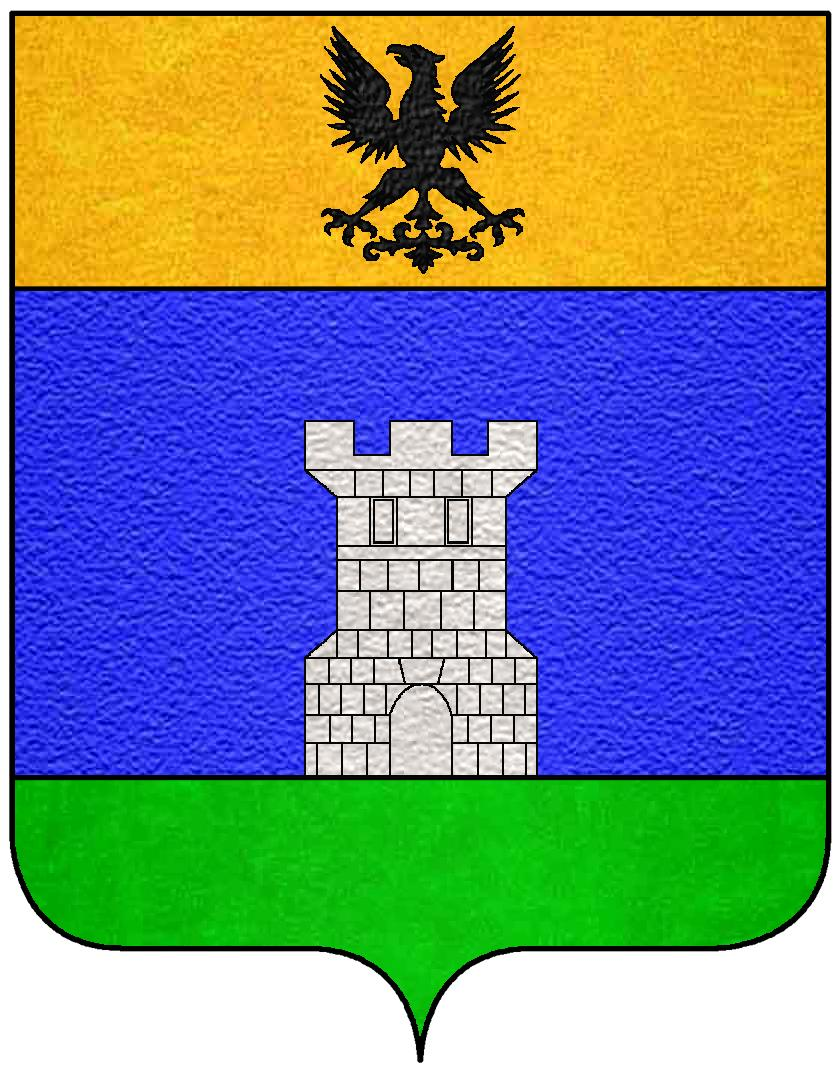
Stemma araldico della famiglia Barbavara

Feudo di Cavallazzi e Tornielli, Nel 1152 il re Federico I detto Barbarossa confermò il possesso del feudo a Manfredo - Cavalcasella - della famiglia Barbavara, possesso confermato nel 1467 a Marcolino Barbavara. I Barbavara erano originari della Valsesia, e già feudatari (come risulta in un editto di Carlo Magno nell'811) di Pallanza e di altri paesi sul Lago Maggiore. Caso raro di stabilità, la signoria dei Barbavara si prolungò per secoli, fino all'abolizione del feudalesimo (1797). Da loro prese nome la principale frazione del comune.
Gravellona passò sotto il controllo di Pavia probabilmente nel 1164, e nel 1250, nell'elenco delle terre pavesi, appare come Gravalona.
Nel 1332 il castello di Gravellona risulta però proprietà dei conti Cavallazzi, i quali, assieme ai Barbavara e ai Tornielli, sono i più antichi feudatari di Gravellona. Nel 1581, la popolazione gravellonese si attestava sui 1 000 abitanti.
Nel 1532 Gravellona (che nel frattempo era ritornata al Contado di Novara) fu unita alla nuova provincia del Contado di Vigevano o Vigevanasco.
Nel 1743, con il Vigevanasco, fu assorbita dai domini piemontesi dei Savoia, cui già dal 1707 apparteneva la Lomellina. Nel 1818 il Vigevanasco fu riunito alla Lomellina.
Terreno di scontri durante le guerre di indipendenza (non distante fu combattuta la Battaglia della Sforzesca), nel 1859 entrò a far parte della provincia di Pavia, recentemente sottratta agli Austriaci nella Seconda guerra d'indipendenza.
Dal punto di vista ecclesiastico, però, Gravellona è storicamente appartenuta alla diocesi di Novara e non alla diocesi di Vigevano; solo dal 1817 al 1829 Gravellona è appartenuta a Vigevano, per poi essere ceduta nuovamente a Novara in cambio di Sozzago. Il 26 giugno 2016 con apposito decreto la Congregazione per i vescovi, prendendo atto delle mutate condizioni storiche e delle esigenze attuali, ha stabilito che la diocesi di Novara cedesse a Vigevano la parrocchia di Gravellona Lomellina e che Vigevano restituisse a Novara la parrocchia di Sozzago.

### Simboli
Lo stemma è stato riconosciuto con decreto del capo del governo del 21 novembre 1928.
Lo stemma con la torre sormontata da un'aquila è tratto da un dipinto presente nella sala consigliare del municipio di Mortara assieme ad altri stemmi della Lomellina, dove è riportato il nome Gravalona.
Il gonfalone è un drappo di azzurro.

### Onorificenze
Il comune di Gravellona Lomellina ospita una gatta, Marina, nota con l'appellativo di "Gatta Sindaco". La gatta ha concelebrato matrimoni ed è valsa al Comune il premio Bastet per la diffusione della Cultura del Gatto.

## Monumenti e luoghi d'interesse

### Architetture religiose

#### Chiesa della Beata Vergine Assunta

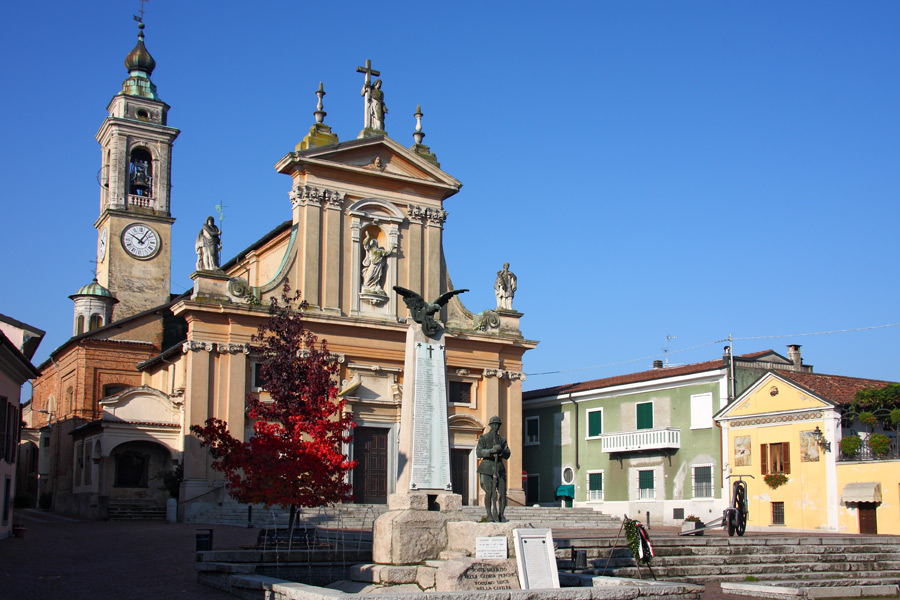
Chiesa Parrocchiale della Beata Vergine Assunta

La chiesa della Beata Vergine Assunta, che sorge nella piazza principale del paese, fu terminata il 17 aprile 1617 al posto della precedente chiesa (dedicata a S. Maria). Rivolta ad occidente, ha al suo interno un altare maggiore in marmo policromo, tre cappelle con santi sul lato destro e due sul lato sinistro, con l'ingresso per la cappella del Crocifisso. La facciata è stata rimodellata su modello tardo-ottocentesco in uno stile pseudo-barocco. Il pavimento è stato realizzato a mosaico. In questa chiesa sono conservate le reliquie di san Faustino martire, patrono del paese, traslate in questo luogo nel 1850, dalle catacombe di Santa Ciriaca a Roma.
L'altare maggiore, il coro a doppio ordine in noce e il tempietto marmoreo sovrastato da quattro angeli e da candelieri risalgono al 1775 circa. Gli angeli sono stati restaurati nel 1958 da don Gilio Masseroni.

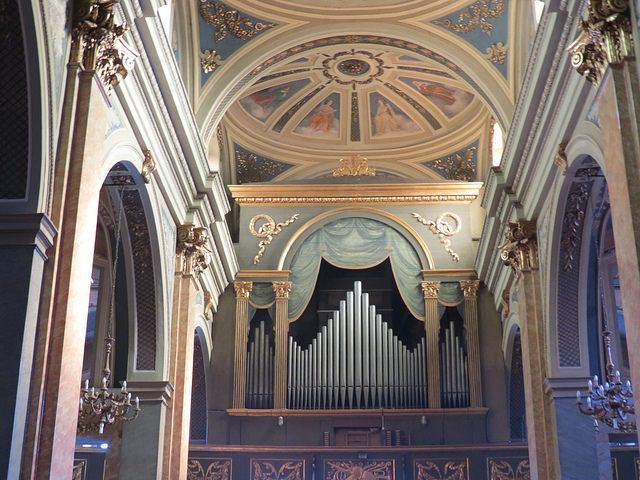
L'organo della Chiesa della Beata Vergine Assunta (Gravellona Lomellina)

La chiesa ha una pianta a tre navate. Nella navata destra (rispetto all'ingresso) è dotata di tre cappelle: la cappella di San Giovanni Bosco (presso la quale sono inumate le spoglie dei benefattori Marco Bellini e Giuseppina Tornielli), la cappella del Sacro Cuore e quella di San Giuseppe. Le statue che decorano gli altari provengono dalla scuola d'arte di Ortisei in Val Gardena. Nell'altra navata, oltre a un piccolo battistero affrescato e racchiuso da una cancellata ferrea, sono presenti la cappella esterna del Crocifisso, la cappella della B.V. del Carmine e del S. Rosario, con annessa la cappella contenente il corpo del patrono san Faustino, separato da essa da una cancellata in ferro battuto. Lo scurolo è stato realizzato da don Giuseppe Silva nel 1886. Il soffitto della chiesa è realizzato con volte a botte nella navata destra e a crociera nella navata sinistra e centrale, affrescate con figure di santi, così come nella parte centrale del tetto. Sopra l'altare maggiore, vi è un affresco raffigurante Gesù nel tempio.

Nel 1884 la facciata della chiesa fu rifatta, così come il sagrato in granito, opera dell'architetto don Ercole Marietti.
La facciata fu rifatta nuovamente (com'è visibile attualmente) e inaugurata nel 1933, commissionato dal parroco don Domenico Fonio, opera dell'architetto Giovanni Lazanio di Novara, conservando lo stile barocco. Le statue in pietra che adornano la facciata (restaurate negli anni 2000) sono state realizzate da Giuseppe Martelli, i graniti originari dell'Ossola mentre le tre porte lignee in noce furono realizzati dai gravellonesi Corsico, Mantegazza e Travaglino.
Sempre al 1933 risale la pavimentazione a mosaico.
L'interno della chiesa è stato restaurato nel 1999 per volere del parroco don Camillo Colli.

#### Cappella del Crocifisso
La cappella del Crocifisso, facente parte della chiesa parrocchiale della Beata Vergine Assunta, conserva al suo interno un crocifisso ligneo e l'urna con una statua (lignea anch'essa e fatta restaurare da don Sergio Bagliani) del Signore deposto dalla Croce, opera di anonimo, che viene portata nella tradizionale processione per le vie del paese alla sera del Venerdì santo. All'esterno sono ancora visibili, nonostante i segni del tempo, alcune pitture murarie.

#### Santuario di San Zenone (la Madonna di San Zeno)

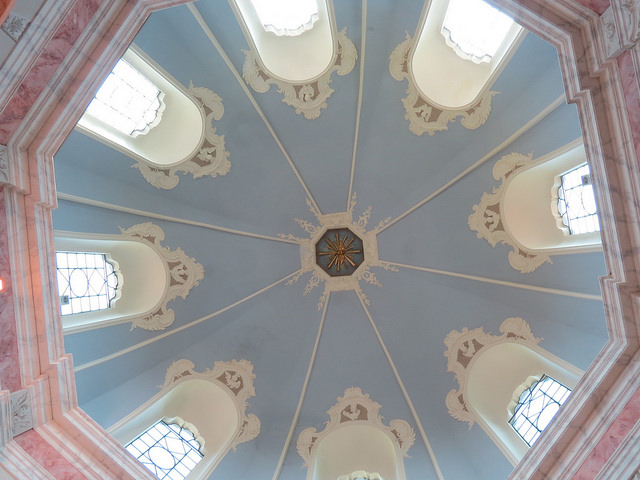
La volta della Chiesa di San Zeno, dopo il recente restauro

Il santuario della Madonna di San Zeno sorge sopra un'antica chiesetta, risalente a prima dell'anno mille (ma le prime notizie del santuario risalgono al 1347) e ricostruita interamente nel Settecento. La chiesa antecedente era dedicata a san Zenone, allora invocato come protettore dalla peste, e in essa veniva venerata un'immagine della Madonna, di un autore anonimo.
L'edificio, di forma ottagonale e in stile settecentesco (1762), presenta sfumature di ispirazione bramantesca e richiama l'oratorio di San Biagio in Rossate.
Presso questo santuario è inoltre venerata Maria Bambina (da qui il duplice toponimo con cui è noto il santuario). Il santuario presenta, al suo interno, due opere di particolare valore estetico: una pala d'altare raffigurante Sant'Anna e Maria Bambina incoronate ed un Cristo in croce, vero capolavoro dell'arte scultoria anatomica. Interessante è anche la pala dell'altare di San Zeno. Il santuario sorge in prossimità del cimitero del paese.
Nel corso di alcuni restauri tardo-ottocenteschi, è stata manomessa l'immagine originale della Madonna col Bambino, avanzando l'ipotesi che il dipinto potesse rappresentare S.Anna con Maria Bambina.
Nei pressi del Santuario, la seconda domenica di settembre, viene celebrata la festa della Madonna di San Zeno.
A partire dal 2013 è stato avviato un restauro per opera di don Sergio Bagliani e don Gilio Masseroni. Nel settembre 2014 è terminato il restauro dell'interno della chiesa, che ne ha esaltato i colori pastello dei marmi policromi rosa ed in particolare la volta celeste, oltre alle numerose nicchie trompe-l'œil che ne alleggeriscono la struttura.

#### Chiesa di San Lino
La chiesa di San Lino (oggi sospesa al culto) è sorta alla fine del Cinquecento (risulta già attiva nel 1596), adiacente al convento dei Frati Agostiniani Scalzi (ora abitazione privata), che si occupavano di celebrare messa. La chiesa era dedicata a san Lino Papa, successore di san Pietro. Essa si compone di tre navate, e in passato era dotata di 5 altari, di cui uno marmoreo. Con la soppressione degli ordini religiosi fatta dopo la conquista di Napoleone nel 1804, i frati cessarono il loro servizio e la chiesa diventò di proprietà del Comune. Fu restaurata nel 1959, e utilizzata per alcune funzioni religiose fino agli anni ottanta. Prima sede della Biblioteca del paese, ora viene aperta durante la Festa dell'Arte e viene utilizzata come mostra-mercato permanente di oggetti ritrovati. Viene aperta la prima domenica di ogni mese.

#### Sant'Eustachio
La chiesa di Sant'Eustachio nella frazione Barbavara risale al Seicento, contiene un affresco quattrocentesco raffigurante la Crocifissione, traslato nella chiesa dal refettorio dei convento, recentemente restaurato. Opera probabilmente dovuta a Tommasino da Mortara.

#### Oratorio San Faustino
Eretto nel 1914, l'oratorio nacque come un salone per le attività ricreative dei giovani del paese, grazie allo sforzo congiunto di don Fonio, di Don Gino Barbavara e Adolfo Nicola. Nel 1934 fu creata una villetta come residenza per l'assistente ecclesiastico. Dal 1949 fu restaurato e fu allargato con la sala di proiezione (oggi teatro) San Faustino. Nel 1954 il terreno (possesso della famiglia Nicola) fu ceduto tramite usucapione alla parrocchia. Sempre risalente al 1954, fu costruita la statua votiva della Madonna, come ricordo per la visita della Madonna Pellegrina.
Oggi l'oratorio (affiliato all'ANSPI) viene gestito interamente da volontari.

##### Teatro San Faustino
Il teatro San Faustino, adiacente all'oratorio (circolo ANSPI), risale agli anni '50, eretto per volere di don Gilio Masseroni..
Il teatro, a platea frontale, può ospitare 150 spettatori.
Sede di un cinema dagli anni '50 fino agli anni '80 (il primo film proiettato è stato Gran Premio), è ancora in attività per quanto riguarda gli spettacoli teatrali.

### Architetture civili

#### Giardino e Villa dei conti Barbavara
Il giardino, risalente al Settecento, opera di un architetto inglese ignoto e tuttora dimora privata degli eredi dei conti, è parco all'inglese di sette ettari di superficie, uno dei più grandi della Provincia di Pavia e che contiene anche un laghetto di circa 84 m². Nel giardino vi sono due edifici, una villa settecentesca, collocata su una collina al centro del giardino, ed un palazzo ottocentesco.
La villa settecentesca è composta di una casa colonica e di una torre a pianta circolare alta 30 metri. La casa con la torre, costruita sopra a un edificio preesistente, contiene un salone delle feste con cantoria. L'edificio sembra essere concluso in epoche diverse.
La torre fu utilizzata a scopo bellico, per avvistare gli austriaci durante la seconda guerra d'indipendenza.
Nel 1870 la famiglia Barbavara si sposta dalla casa con torre verso la villa nelle prossimità della piazza, e adibisce la vecchia villa a fattoria.
La casa con torre è stata restaurata nel 1990 e nel 2013, ed è visitabile durante la Festa dell'Arte (durante la quale ospita anche un concerto ambientale).
All'interno del giardino è presente anche una serra ed un recinto per daini.

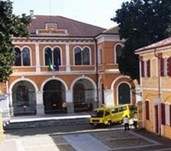
Scuola Primaria Delucca

#### Scuole elementari Pietro Delucca
Devono il loro nome al cav. Pietro Delucca che lasciò parte dei suoi beni per la costruzione della scuola. Realizzate su progetto del geom. Pio Barbè, i lavori (iniziati nel 1882) terminarono nel 1885. L'edificio è ancora la sede della scuola primaria, ospita 8 classi scolastiche e nel 2015 ha subito alcune modifiche per la messa in sicurezza. Si accede alle scuole attraverso il cortile del municipio. L'edificio, di due piani, gode di un ingresso con ampie vetrate. La facciata è alleggerita da archi a tutto sesto e da finestre bifore al primo piano.

#### Asilo infantile Figari
È il più antico edificio scolastico, ancora in uso, della provincia di Pavia. Fu costruito grazie alla donazione del cavaliere Agostino Figari, e fu inaugurato nel 1879. Tuttora è sede della scuola dell'infanzia. È stato ampliato nel 2011, con una nuova sezione, mentre nel 2014-2015 è stata decorata con riproduzioni di quadri dell'Ottocento italiano.

#### Ospedale Bellini - Silva
Venne fondato nel 1832 dal conte Marco Bellini e dalla Contessa Giuseppina Tornielli (che finanziarono anche altre infrastrutture, come il liceo Tornielli Bellini a Novara), e portato a termine da Giuseppe Silva. Tuttora sede della casa di riposo.

#### Società di Mutuo Soccorso
La sede della società di mutuo soccorso fu costruita nel 1905, al posto di una "casa della prevostura" ceduta dal conte Giuseppe Cesare Barbavara di Gravellona, per le necessità sociali degli operai e dei contadini dell'inizio del Novecento.
Di particolare interesse, al primo piano della struttura, il teatro (ora Sala delle Feste). Restaurato nel 2005, in occasione del centenario della Fondazione, il teatro è a pianta esagonale con uno spalto sorretto da sei colonnette ferree. Lo stile Liberty con cui è stato costruito l'edificio si può notare dai lucernari tondi ferrei che illuminano il teatro, e dalle decorazioni (in particolare l'affresco sul soffitto della sala del teatro). Su un lato dell'ottagono vi è un piccolo palco tondeggiante.

#### Parco dei Tre Laghi
Progettato nel 1993, e aperto nel 2006, il parco è uno dei più grandi parchi comunali del pavese, con i suoi 232000 m².
Ospita al suo interno alcune riproduzioni di strutture pre-celtiche, tra cui un dolmen e una riproduzione di un cromlech, un calendario astronomico pre-celtico. Ospita un totem di ispirazione futurista (opera dell'artista Libero Greco) che rappresenta gli animali tipici della Lomellina, la rana, un pesce d'acqua dolce, l'airone, la zanzara. Tutte queste opere sono state realizzate durante le Feste dell'Arte.
Come dice il nome, il parco è composto da tre laghi, (il lago della Volpera, il lago dei Pescatori e il lago delle Streghe, adibito a riserva naturale).
Dal 2013, nel primo weekend di maggio, ospita la manifestazione "il Fiore ed il Lago", mercato florovivaistico con annesse molte attività di intrattenimento.
Il primo plenilunio di giugno il parco ospita l'evento "Notte delle Anime". Il parco viene aperto ai visitatori la sera, ed è possibile passeggiare al chiaro di luna, spesso imbattendosi nelle lucciole, oltre a godere di alcuni spettacoli ambientati.

#### Piazza Pietro Delucca
(Monumento ai caduti)

#### Architettura agricola
Il territorio di Gravellona Lomellina ha numerosi edifici un tempo utilizzati per l'agricoltura e ora ricordo storico, come per esempio il mulino ad acqua e le cascine presenti sul territorio.

## Società

### Evoluzione demografica
A fine dicembre 2010, la popolazione gravellonese si compone di 2 651 abitanti, nel dicembre 2011 la popolazione si attesta a 2 710 abitanti, mentre nel novembre 2014 si conferma una lieve crescita demografica, con una popolazione di 2.748 abitanti.

## Cultura

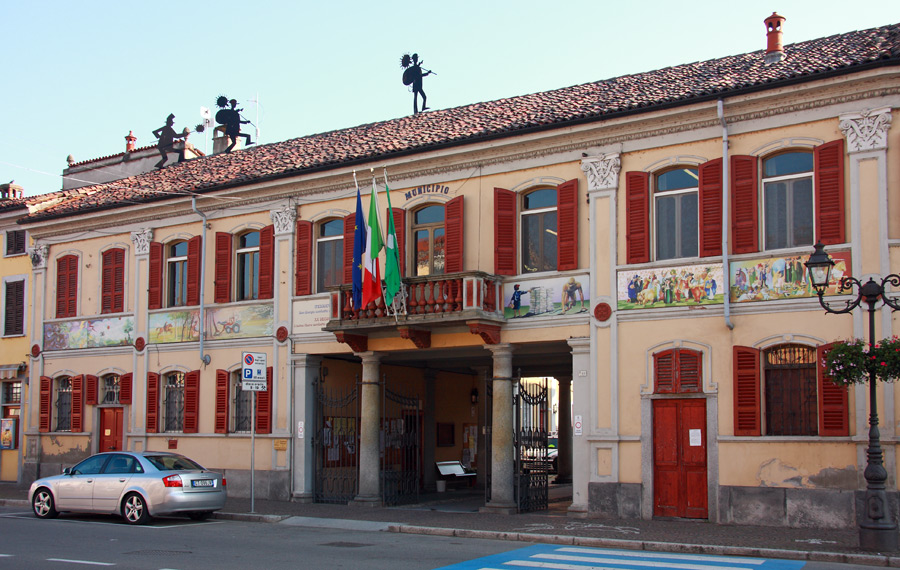
Il municipio del paese con figure ferree di spazzacamino sopra il tetto

### Paese d'arte
Gravellona Lomellina è conosciuto in Lomellina come "paese d'arte" per gli affreschi e murales che decorano le case, le cabine elettriche trasformate con occhi e orecchie, gli artistici paletti delle piste ciclabili, le figure in ferro battuto sui tetti, i mosaici sui marciapiedi e altri elementi decorativi realizzati in vari materiali e posizionati nel paese. Questa decorazione artistica, che richiama soprattutto alla natura agricola del paese, è iniziata nel 1992 alla frazione Barbavara per poi estendersi a Gravellona.
Ogni anno, le prime settimane del mese di giugno, a partire dall'anno 1996, viene organizzata la "Festa dell'Arte".
La festa coinvolge tutto il paese e per ogni edizione viene installata una differente opera artistica nel paese.
La Festa dell'Arte è nata come mostra tematica all'aperto, con 70 murales (molti dei quali perduti) presso la frazione Barbavara, ispirandosi ad un'analoga esperienza del 1956 nel comune di Arcumeggia nel Varesotto.

### Elenco delle opere realizzate durante la Festa dell'Arte
- 1994 - Primi 70 murales installati nella frazione Barbavara
- 1995 - Concorso di pittura a tema "Medioevo: San Giorgio combatte contro il drago - XX Secolo: l'uomo libero combatte contro la burocrazia". Vincitore G. Crippa con i pannelli di ceramica in piazza.
- 1996 - 2º Concorso sul tema: Medio evo: San Giorgio combatte contro il Drago - XX Secolo l'uomo libero combatte contro la Burocrazia.
- 1997 - 3º Concorso sul tema: Medio evo: San Giorgio combatte contro il Drago - XX Secolo l'uomo libero combatte contro la Burocrazia.
- 1998 - Festa dedicata all'arte dei popoli che vissero in simbiosi con la natura, Indiani d'America, aborigeni Australiani, Celti
- 1999 - Tre cabine dell'Enel vengono trasformate in giganti
- 2000 - Vecchie macchine agricole come sculture
- 2001 - Spaventapasseri e spazzacamini. Durante questa festa si è tenuta la prima edizione del Campionato Europeo di Caccia alla Zanzara. Inizio dei lavori di costruzione del Parco dei Tre Laghi.
- 2002 - Enormi giganti di balle di paglia in piazza e a lato delle strade che conducono a Gravellona (presto andati perduti a causa di un atto vandalico). Lavatoio palcoscenico di Barbavara.
- 2003 - I muri di cinta diventano monumento.
- 2004 - Sui margini delle strade paracarri e spartitraffico colorati. Durante questa festa vengono realizzati bicchieri celtici.
- 2005 - Termine dei lavori del Parco dei Tre Laghi. Compare una rana in granito a complemento della fontana.
- 2006 - Inaugurazione del Parco dei Tre Laghi. Triciclo sul nuovo Sagrato della Chiesa Parrocchiale
- 2007 - Sagome riferite alla vita contadina: pastori, capre, pecore, carro trainato da buoi, cavallo
- 2008 - Totem al Parco dei Tre Laghi.
- 2009 - Sagome di Zebre.
- 2010 - Dolmen e Cromlech al Parco dei Tre Laghi.
- 2011 - Muro decorativo all'Oratorio San Faustino
- 2012 - Inizio del progetto "Art'è - Libro d'arte all'aperto"[36]. Installate riproduzioni di opere dell'Ottocento italiano, tra cui opere di Segantini, Signorini e Pellizza da Volpedo. In questo modo "Vicoli e strade diventano così come le pagine di libro d'arte all'aperto che anche il meno avvezzo all'argomento ha fame di sfogliare, con riproduzioni di opere complete di didascalie e dimensioni originali"[5]
- 2013 - Prosecuzione del progetto "Art'è", principalmente con riproduzioni di Telemaco Signorini e di Francesco Hayez. Processione goliardica di San Pessimino. Esibizione di Davide Van De Sfroos.
- 2014 - Prosecuzione del progetto "Art'è", in particolare lungo la via Marconi. Cartelli di benvenuto nel Paese, opera di Libero Greco.
- 2015 - Ombrelli (installazione temporanea)[manca foto] nel cortile comunale. Prosecuzione di Art'è.
- 2016 - Ombrelli nel cortile antistante la scuola (installazione temporanea)[manca foto]. Prosecuzione di Art'è.
- 2017 - Orologio - bicicletta[37]
- 2018 - Tema Medioevale. Presentazione progetto Monforte della Palude (per la realizzazione di un borgo altomedioevale[38])
- 2019 - Prosecuzione del progetto Art'è e Monforte della Palude

### Art'è - museo d'arte a cielo aperto
A partire dall'edizione 2012 della Festa dell'Arte, sono state installate molteplici riproduzioni per le vie del paese, che riproducono opere pittoriche dell'Ottocento italiano

#### Festa del Fiore e del Lago
Dal 2013, nel primo weekend di maggio, il Parco dei Tre Laghi ospita la manifestazione "il Fiore ed il Lago", mostra mercato florovivaistica con annesse molte attività di intrattenimento, ad ingresso gratuito. Sono presenti florovivaisti provenienti da molte regioni italiane.
Il mercato, oltre alla rivendita di piante e fiori, anche l'approvvigionamento di piccole attrezzature da giardinaggio, nonché di prodotti alimentari tipici della zona 
.A fare da contorno all'iniziativa, sono presenti alcuni laboratori didattici per ragazzi ed intrattenimenti all'aria aperta.

### Festività cristiane
Le principali festività di natura cristiana sono tre.
- San Faustino: festa del Santo Patrono del paese (giovane martire cristiano del I secolo d.C.)[senza fonte] viene festeggiato il primo weekend di giugno, di norma assieme alla Festa dell'Arte.
- Divina Misericordia: celebrazione tenuta la domenica dopo Pasqua, voluta dal Prevosto Don Sergio Bagliani.
- Madonna di San Zeno: festa tenuta il secondo weekend di settembre

## Geografia antropica

### Frazioni
La frazione di Gravellona Lomellina è Barbavara.

### Cascine
Le cascine sul territorio gravellonese sono:
- Barzo: sede di un tribunale per cause minori nel XVII secolo, per la giurisdizione di Cilavegna e Gravellona Lomellina. Al suo interno vi era una chiesa datata XII secolo, con un colonnato simile a quello presente nella Cavallerizza del Castello Sforzesco in Vigevano. La chiesa era adibita a stalla ed è ora in disuso. Alcuni resti romani, in particolare un ponte, fanno pensare che essa sia stato un nodo importante già nei secoli precedenti.[7][41]
- Belvedere
- Buscagliona
- Carlesca
- Delizia
- Guzzera
- Malandra
- Mirabelli
- Montegiano
- Molino Pascolo
- Negri
- Cascinino Nicola
- Nidasio
- Nosazza
- Nuova Roncalli
- Salto Crocetta
- Scandella
- Spino

## Economia
Il principale settore dell'economia gravellonese (come tra l'altro dei comuni limitrofi della Lomellina) è l'agricoltura. In particolar modo una intensissima risicoltura, coltivazione garantita dall'apporto idrico in particolare del Canale Quintino Sella e del Terdoppio. In particolare, le qualità di riso coltivate in maggior parte sono il Carnaroli, l'Arborio ed il Baldo superfino. Ad affiancare la coltura del riso, è presente anche la pioppicultura e la coltivazione del mais.
Da segnalare inoltre la presenza di una piccola zona artigianale.

## Infrastrutture e trasporti
Gravellona Lomellina è collegata al capoluogo lomellino Vigevano (dotato di una stazione ferroviaria sulla linea Alessandria-Mortara-Milano) dalla SP 192, che si dirama verso Cassolnovo e Cilavegna. Gravellona è inoltre collegata ai comuni piemontesi di Tornaco, tramite la SP 54 e Borgolavezzaro (dotato di una stazione ferroviaria lungo la linea Novara-Alessandria) tramite la SP 104.
Gravellona è collegata tramite autolinee, lungo la linea Mortara-Vigevano, la Gravellona-Cassolnovo-Vigevano e la Novara-Cilavegna.

## Amministrazione
| Periodo       | Periodo   | Primo cittadino     | Partito                                    | Carica  | Note   |
| ------------- | --------- | ------------------- | ------------------------------------------ | ------- | ------ |
| 1910          | 1921      | Giovanni Duglio     |                                            | Sindaco |        |
| 1926          | 1936      | Giovanni Travaglino |                                            | Podestà |        |
| 1945          | '60       | Erminio Tonani      |                                            | Sindaco |        |
| '60           | '70       | Giuseppe Besostri   |                                            | Sindaco |        |
| '70           | 1990      | Flavio Romè         |                                            | Sindaco |        |
| 1990          | 1993      | Gianluigi Palladini |                                            | Sindaco |        |
| 1993          | 1997      | Franco Ratti        | Lega Nord                                  | Sindaco |        |
| 1997          | 2002      | Franco Ratti        | Lega Nord                                  | Sindaco |        |
| 2002          | 2007      | Ferdinando Monti    | Lista civica                               | Sindaco |        |
| 2007          | 2012      | Franco Ratti        | Lista civica Continuando insieme con Ratti | Sindaco |        |
| 7 maggio 2012 | 2017      | Franco Ratti        | Lista civica Continuando insieme con Ratti | Sindaco | [ 45 ] |
| 2017          | 2022      | Franco Ratti        | Lista civica Continuando insieme con Ratti | Sindaco | [ 46 ] |
| 2022          | in carica | Luciano Garza       | Lista civica Continuando insieme con Garza | Sindaco | [ 47 ] |

### Gemellaggi
- Linards

## Sport
Le realtà sportive gravellonesi sono composte da gruppi volontari, fra i quali:
- il gruppo podistico AVIS,
- la società pallavolistica P.G.C. (ex-Pallavolo Gravellona),
- l'Unione Sportiva Gravellonese, che si occupa di calcio.[48]

## Galleria d'immagini

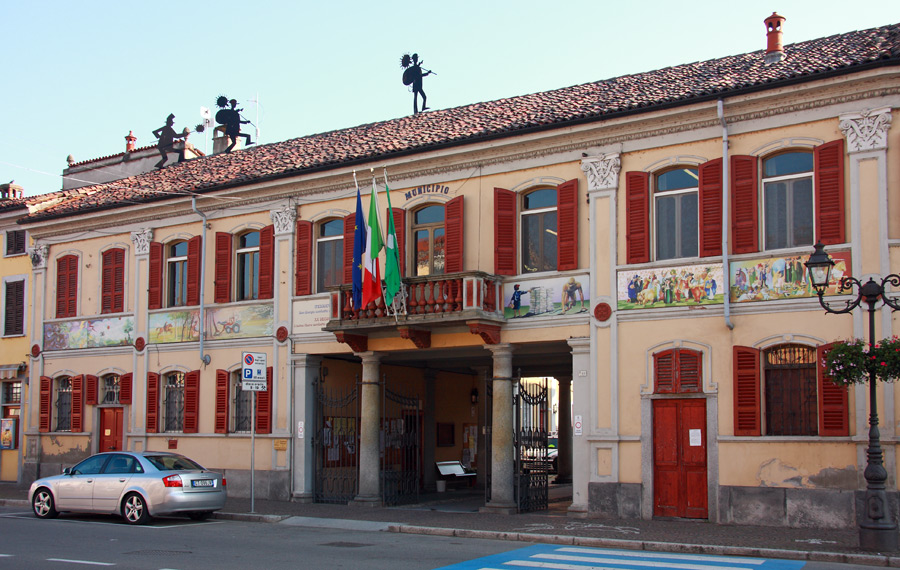
Il municipio decorato da affreschi e sculture in ferro
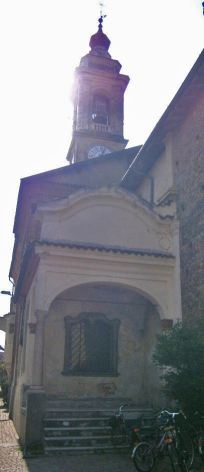
La cappella del Crocifisso, inserita nella Chiesa della Beata Vergine Assunta
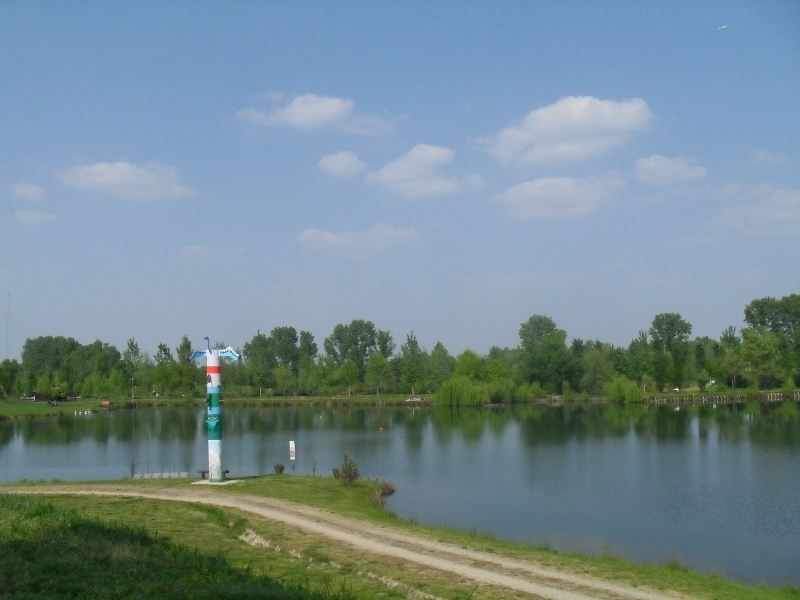
Totem al Parco con figure di animali tipici
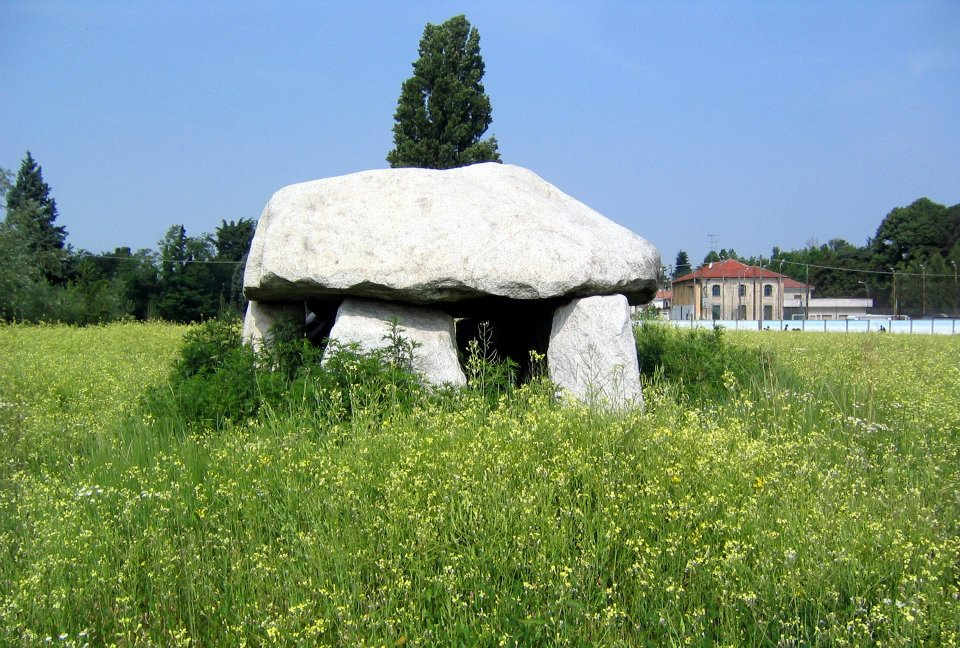
Un dolmen installato durante una festa dell'Arte